# Kora de Firrish
La cora de Firrix fou una cora o regió de la vall del Guadalquivir, entre les actuals Cazalla de la Sierra i Hornachuelos, a la província de Sevilla, i veïna de la regió de Fahs al-Ballut, a l'oest de Còrdova. La seva riquesa era una mina de ferro d'alta qualitat que li va donar el seu nom. Apareix esmentada durant l'expedició normanda de 844 que havia desembarcat a Sevilla. El 863 va participar amb uns 350 homes a l'expedició de Muhàmmad I contra Galícia. El 1247 va passar al Regne de Castella. Posteriorment va desaparèixer.